# Schloss Weiterdingen

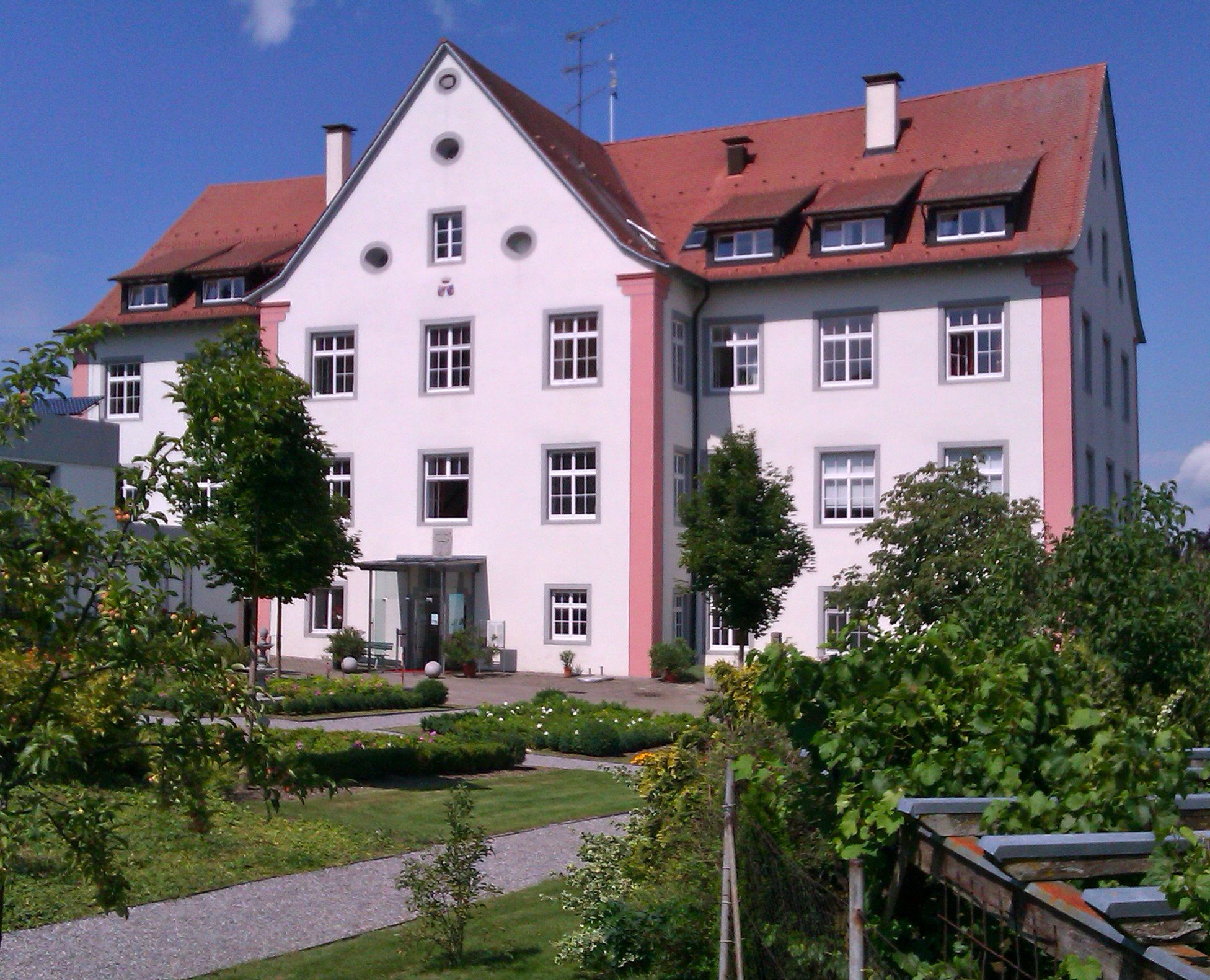
Schloss Weiterdingen (2011)

Das Schloss Weiterdingen der Freiherren von Hornstein befindet sich in Hilzingen-Weiterdingen im Landkreis Konstanz bei Singen am Hohentwiel im Hegau. Es liegt wenige Kilometer westlich des Bodensees unter dem Hohenstoffeln und rund vier Kilometer nördlich der Schweizer Grenze.

## Geschichte
Das Schloss wurde 1683 von Balthasar Ferdinand Freiherr von Hornstein zu den drei Hohenstoffeln und Grüningen, einem direkten Vorfahren des heutigen Eigentümers, als viergeschossiger neunachsiger Bau mit Satteldach errichtet und ist vollgeschossig ausgebaut. Es ist an den Längsseiten durch je einen dreiachsigen Mittelrisalit gegliedert und hat einen kreuzförmigen Grundriss. Der Südrisalit nimmt das Treppenhaus auf. Die Etagen sind durch Längskorridore erschlossen.
Mehrere Säle sowie viele Salons, Seminar- und Wohnräume sind mit restaurierten Stuckdecken und originalen Eichentüren erhalten. Es gibt gemusterte Fußböden in historischem Eichenparkett.
Wegen des Bankrotts der von Hornsteins wurde das Schloss und Landbesitz 1855 zwangsversteigert. Ein Immobilienhändler verkaufte das Schloss an 16 Weiterdinger Bürger. Die Erzdiözese Freiburg erwarb 1860 die Gebäude, um eine „geistliche Strafanstalt“ (Demeritenhaus) für straffällig gewordene Priester einzurichten. Von 1941 bis 1945 wurde es von der NSDAP genutzt. Bis 1993 war es Müttererholungsheim und wurde von Missions-Benediktinerinnen von Tutzing geleitet. Von 1994 bis 2007 war Schloss Weiterdingen ein Bildungs- und Tagungshaus für junge Erwachsene. Danach kaufte es Josef Freiherr von Hornstein von der Erzdiözese Freiburg zurück. Heute wird das Schloss Weiterdingen als Veranstaltungsort genutzt.